# 进化军备竞赛
在進化生物學中，進化軍備競賽（英語：Evolutionary Arms Race）是指兩方或多方基因、表型、行為或物種間因为种间竞争而出现特征共同演化的長期現象，它們相互發展升級形成的適應和反適應類似於人類社會的軍備競賽。軍備競賽不一定需要涉及兩個特定方為回應另一方的具體適應做出相應變化。這些行為通常被描述為正回饋的例子。
最典型的演化軍備競賽是捕食者和獵物之間的競爭對抗（Vermeij，1987）。所有的生物會因為基因突变而產生多樣性，從而展現出一些新的表型。其中一些表型（比如體型、速度、感官靈敏度、偽裝、護甲、毒素等）更有利於一些被捕食者成功避免被捕殺，因此自然选择會使得這些具有反捕食者适应的群體逐漸成為種群的主流，而其天敵也必須相應的演化出能提高捕殺成功率的表型（比如更大更強的體型、更快的速度、更隐蔽的伪装、更能破甲的咬合力、抗毒能力等）來適應，相應的獵物又會演化出新的反捕食表型，使得捕食者也跟進演化……這種攻防角力的競爭壓力是推動許多生物演化出現泛化或特化的主要動力，甚至出現過度特化的情況。
其他的演化軍備競賽例如寄生蟲與其宿主間的演化軍備競賽。演化軍備競賽也可能發生在同一物種間，例如溝通交流的操控-滯銷模型(manipulation/sales resistance model of communication, Dawkins & Krebs, 1979)或失控性選擇或紅皇后效應。演化軍備競賽的一個例子是雌雄性之間的性選擇，即前文提及的失控性選擇或稱「費雪失控」。Thierry Lodé強調了這種對抗性互動在演化中的作用，導致性狀改變和對抗性共同演化。
共同演化不一定會促成演化軍備競賽。例如互利共生就可能會導致兩個物種之間合作適應，有些花的花瓣具有紫外線顏色的圖案，可以吸引蜜蜂到花的中心促進授粉。根據共同演化的定義，是指不同物種之間發生的事情，而同一物種內的軍備競賽，例如性別間的衝突，並不屬於共同演化。
演化沒有方向，也沒有進步或前進的趨勢。但演化軍備競賽暫時給了演化一個明確的方向，一個進步或前進的趨勢。例如，昆蟲出色的模仿能力可以用捕食者的視覺識別能力和獵物的模仿能力之間的演化軍備競賽來解釋。

## 對稱與不對稱軍備競賽
軍備競賽可分成對稱型和非對稱型。

### 對稱型軍備競賽
在對稱型軍備競賽中，生存壓力來自相同的方向，所有競爭者的條件一致，例如：在一片森林中，樹要長高以獲取更多日照機會，對所有森林中的大樹來說，長高有利生存，大家都在公平的起跑點上，以長高來競爭陽光的利益。

### 非對稱型軍備競賽
在非對稱型軍備競賽中，競爭者面臨不同的生存壓力，最明顯的例子可用獵豹和羚羊來說明：獵豹演化出更好的狩獵和殺傷技巧，以奪取獵物；而羚羊則發展出更好的逃脫技術，以避免被獵殺。

## 宿主-寄生蟲動態
兩個物種之間的選擇壓力可以包括宿主-寄生蟲共同演化。這種拮抗關係導致寄生蟲必須具有最佳的寄生性等位基因才能感染生物體，而宿主必須擁有最好的抗性等位基因才能在寄生中生存。因此，等位基因演化頻率會隨時間而變化，取決於有寄生力和抗性族群的大小（遺傳選擇壓力的波動）和突變率，其中由於個體適應性會因選擇壓力而有所傾向，進而優先選擇某些基因型。根據Leigh Van Valen於 1973 年提出的紅皇后假說，兩個族群中基因變化的累積解釋了不斷適應以降低適應成本並避免滅絕的原因。

## 舉例

### 致病疫霉/賓傑馬鈴薯相互作用

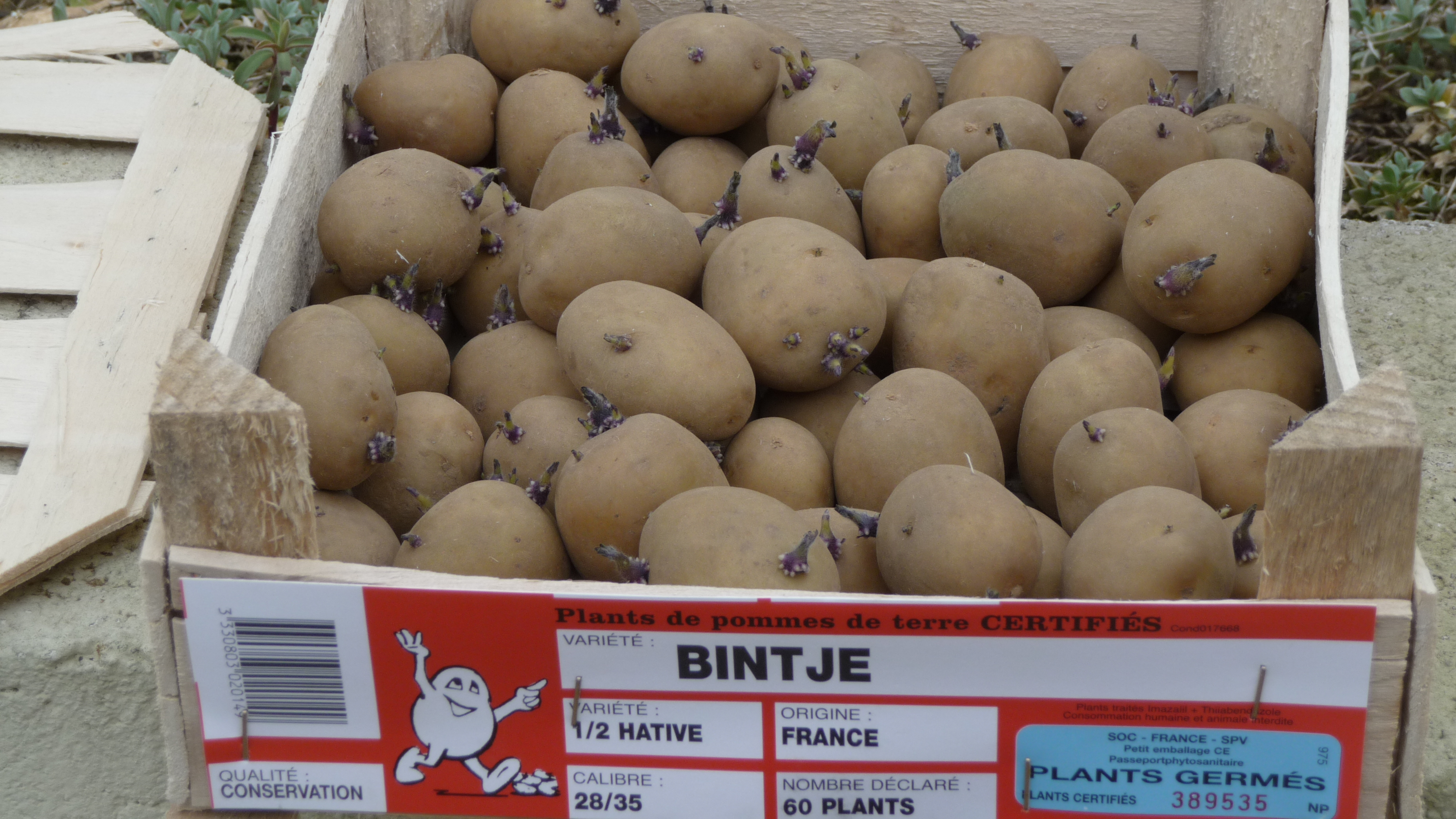
賓傑馬鈴薯

馬鈴薯晚疫黴(Phytophthora infestans)是馬鈴薯晚疫病的罪魁禍首，牠引發了1840年代的歐洲大饑荒。游離孢子（疫病原特有的活動孢子）由菌絲體釋放，隨雨水或風傳播，然後感染馬鈴薯的塊莖和葉片。由於病原黴菌的感染，植物的生理系統會出現黑色區域，這是病原黴菌族群繁殖所必備的特徵。
賓傑馬鈴薯源於Munstersen馬鈴薯和Fransen馬鈴薯品種的雜交。此品種於20世紀初在荷蘭被培育出來，目前主要在法國北部和比利時種植，其葉子和塊莖都能抵抗晚疫病。
黴菌在多個微隨體基因座上擁有致病性-無致病性等位基因組合；宿主也相似，擁有多個多位點抗性基因（或稱R基因）。他們彼此之間會隨著演化發展出對抗對方致病性或抗性的等位基因，這種相互作用被稱為基因對基因的相互關係，在植物疾病中普遍存在。在這兩個物種中，基因型的表現是抗性和致病性特徵的競爭，以實現各自最佳的生存率。

### 蝙蝠和飛蛾

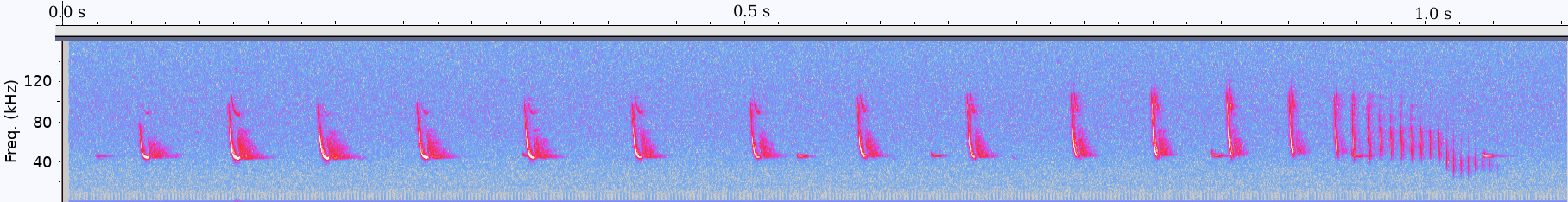
獵物接近期間伏翼發聲的時頻譜。 錄音總時長為1.1秒； 較低的主頻率約。45kHz（對於普通的伏翼屬來說是典型的）。在最終聯繫之前大約150毫秒之間的通話時間和通話持續時間變得越來越短（「餵食嗡嗡聲」）。
對應音頻文件：

蝙蝠已進化出使用回聲定位來探測並捕捉獵物。飛蛾則進化出檢測獵食蝙蝠的回聲定位聲波，並引發規避性的飛行軌跡，或者回以它們自己的超聲波來混淆蝙蝠的回聲定位。夜蛾科的燈蛾亞科對蝙蝠回聲定位發展出了三種獨特的假設性回應：驚嚇、超聲波干擾和超聲波警示防禦。使用哪種回應具體取決於當時的環境與回聲定位叫聲的類型，而同一種飛蛾可能會使用多種防禦機制。
通過生活環境分布研究，已經證明這些不同的防禦機制是直接對蝙蝠的回聲定位作出的適應。在蝙蝠和獵物(飛蛾)生活範圍於空間或時間存有差距的地方，飛蛾的聽覺能力往往會退化。Fullard等人（2004年）在一個無蝙蝠棲息的地方比較外地種與本地種飛蛾對超聲波的反應，發現外地種飛蛾對超聲波會有減慢飛行速度的反應，而只有一種本地種飛蛾對超聲波做出反應。然而，喪失或退化的程度取決於演化的時間量以及飛蛾是否已經發展出了聽覺除了禦敵以外的次要用途。
一些蝙蝠已知會使用高於或低於飛蛾聽力範圍的超聲波，這被稱為異頻假說(allotonic frequency hypothesis)。研究者認為飛蛾的聽覺系統已經迫使牠們的捕食者蝙蝠需要發展出更高或更低頻率的回聲定位能力，以避免飛蛾的聽覺。寬耳蝠屬的蝙蝠已經演化出更安靜的回聲定位模式：呼叫的聲音變小、在接近獵物時會進一步降低回聲的音量，結果是捕獲的飛蛾數量顯著高於其他回聲更大聲的蝙蝠物種。飛蛾進一步演化出區分高和低回聲頻率的能力，這表明飛蛾可能是剛發現不同頻率的回音存在，或適應還處在剛起步的階段。這使它們能夠決定是否值得進行防禦性的超聲波，以及是否值得花費時間和能量在這方面的適應上。

### 粗皮漬螈和帶蛇

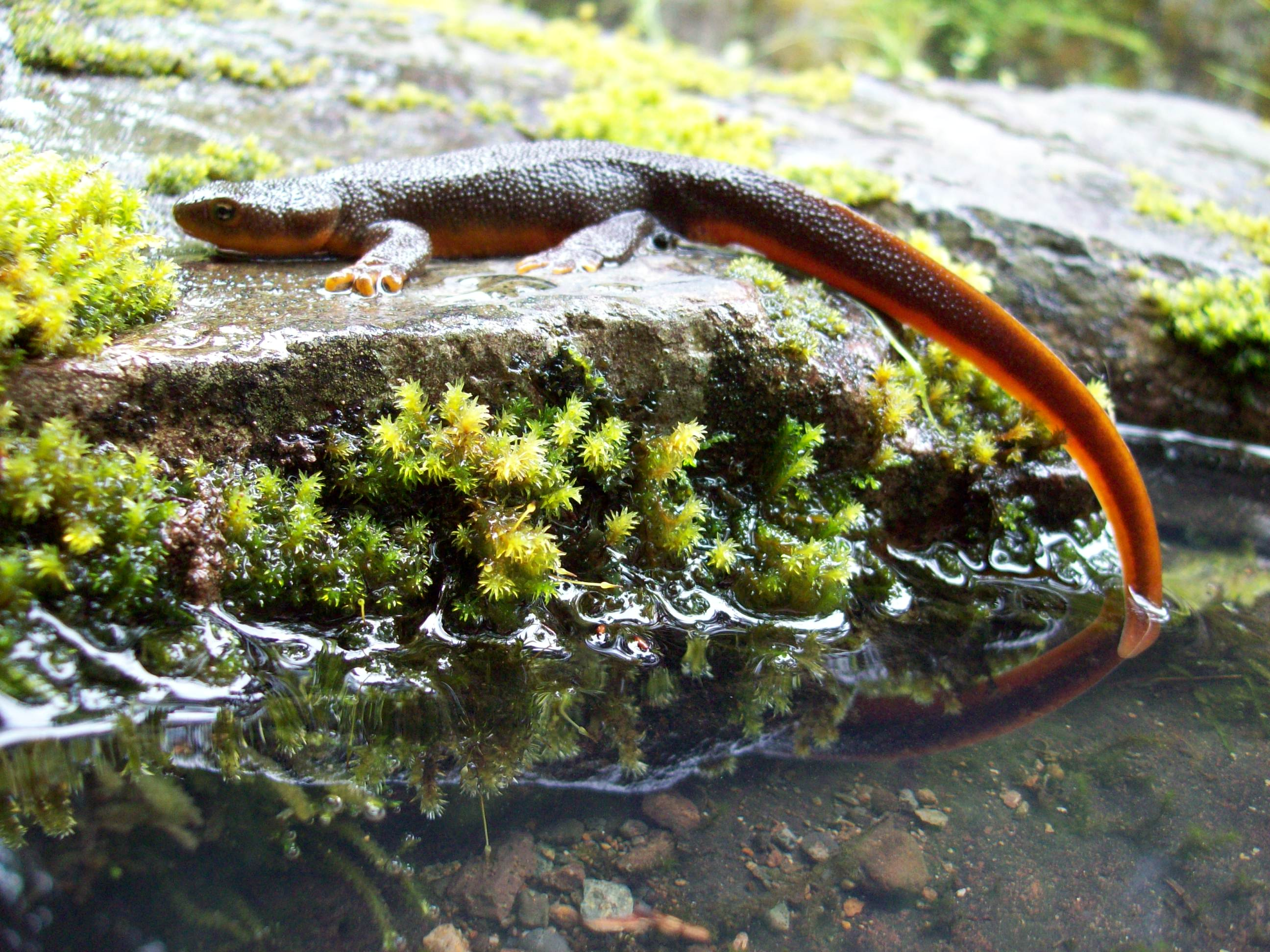
粗皮漬螈

粗皮漬螈的皮膚上擁有腺體，其中會分泌一種強力神經毒素——河魨毒素，作為一種反捕食者的適應策略。在漬螈的分布範圍中，帶蛇對這種毒素具有抵抗力。儘管原則上這種毒素會結合到蛇類的神經細胞中鈉通道蛋白上，但在幾個蛇類族群中發撐了一種突變使得該蛋白得以阻礙或防止毒素結合，從而產生抗性。反過來，這種抗性產生了一種選擇性壓力，有利於能生成更多毒素的漬螈；這也反過來施加了一種選擇性壓力，有利於具有賦予更大抗毒性的突變蛇。這種演化的軍備競賽導致漬螈產生了遠遠超過殺死任何其他捕食者所需的毒素劑量。
在帶蛇和漬螈共存的群體中，觀察到這兩個物種分別具有更高劑量的河魨毒素和對其的抗性。在這些物種分開生活的地方，毒素劑量和抗性較低[17]。儘管不與漬螈共同生活的帶蛇身上的毒素抗性較低，它們仍表現出對低濃度毒素的抵抗能力，這表示其祖先就對河豚毒素具有抵抗力。在分開生活的漬螈或帶蛇群體中，抗性和毒素生產的降低顯示了兩者的皆是需要花費適應成本。具有高河魨毒素抗性的蛇爬行速度較慢，比分開生活而沒有較高抗性的帶蛇族群相比更容易受到捕食。在分開生活的漬螈族群中也出現相同的現象，它們的皮膚中的毒素含量較低。在分布較錯的熱點，漬螈的河豚毒素劑量和帶蛇的毒性抗性極高，顯示了漬螈和帶蛇之間緊密的相互作用即軍備競賽。

### 捕食者峨螺和硬殼雙殼類獵物
捕食性峨螺利用自己的殼打開獵物的殼，往往在這個過程中同時打破捕食者和獵物的兩方的殼。這導致較大殼的獵物的適應度更高，然後自然選擇出更多大殼的後代，然而捕食者的族群則選擇那些可以有效打開較大殼的獵物的個體。這個例子是非常好的非對稱軍備競賽的例子，因為當獵物正在演化一種生體特徵時，捕食者則以一種截然不同的方式適應演化。

### 洪氾區死亡蛇和不同種類的青蛙
洪氾地區的死亡蛇會吃三種青蛙：一種是無毒的；一種被捕食時會產生黏液；還有一種是劇毒青蛙。同時蛇也發現，當有毒的青蛙死掉一段時間後其毒性會降低。在這個案例中，這種競爭上的不對稱性，讓蛇類能在青蛙死後克服其毒性的化學防禦。研究結果顯示，蛇類已經習慣對於不同青蛙採取不同的掠食模式：對無毒的青蛙會緊緊握住；對有毒的青蛙則是在致死後將其鬆開，而會產生黏液的青蛙則介於兩者之間。與等待吞食黏液青蛙的時間相比，等待有毒青蛙的時間也花費更久。因此，蛇類在應對不同青蛙的防禦機制上更有優勢，這可能使青蛙增加其毒性，蛇類也可能適應這一點，發展出不同的掠食模式，例如最初的攻擊就帶有毒液。由於捕食者對獵物的優勢，這種共同進化是極不對稱的。

## 寒武紀大爆發
寒武紀大爆發是指距今約5.41億年前的寒武紀，在相對短的地質時間裡(約五百萬年)，發生了極大幅的生物多樣性激增事件。關於寒武紀大爆發的原因學界尚且沒有一個統一的解釋，但有一個可能的原因被稱作「光開關理論」(Light Switch Theory)。
在寒武紀前的地球，被稱作埃迪卡拉紀，生活在這個時代的動物們是諸如金伯拉蟲、狄更斯水母、葉狀形態類生命(rangeomorphs)等的埃迪卡拉生物群。而當時的地球充滿營養與菌毯，這些最古老的動物們可以只棲息在海床上，利用擴散作用獲取水中養分。牠們彼此間互不侵犯，這種生態樣貌使得埃迪卡拉紀的海洋生態環境被稱作「埃迪卡拉花園」（Ediacara Garden）。
埃迪卡拉生物群有個特徵：他們之中頂多僅有感光細胞，並不具有現在意義的「眼睛」。在埃迪卡拉紀的末期，地球上的食物菌毯快被生物們吃光了，環境食物資源的短缺迫使他們需要更加主動的去搜索食物。在寒武紀早期，地球上第一隻眼睛被泛節肢動物演化出來，這為生物帶來了「視覺」，讓牠們對周圍環境有了更具體的感官能力，因而賦予牠們能主動與其他生物交互的能力，以Andrew Parker的話來說就是「光開關被打開了」。動物的取食方式也從被動的濾食轉向了主動掠食，並由於食物的匱乏牠們也不僅僅是對浮游生物或菌毯感興趣，第一批掠食性動物就此誕生，其中最出名的莫過於奇蝦。由於狩獵等宏觀生物之間相互行為的出現，掠食者給獵物帶來了極大的生存壓力；同時視覺也讓性選擇有了意義，生物間的軍備競賽也就此拉開序幕，並造就了寒武紀大爆發。

## 引進物種

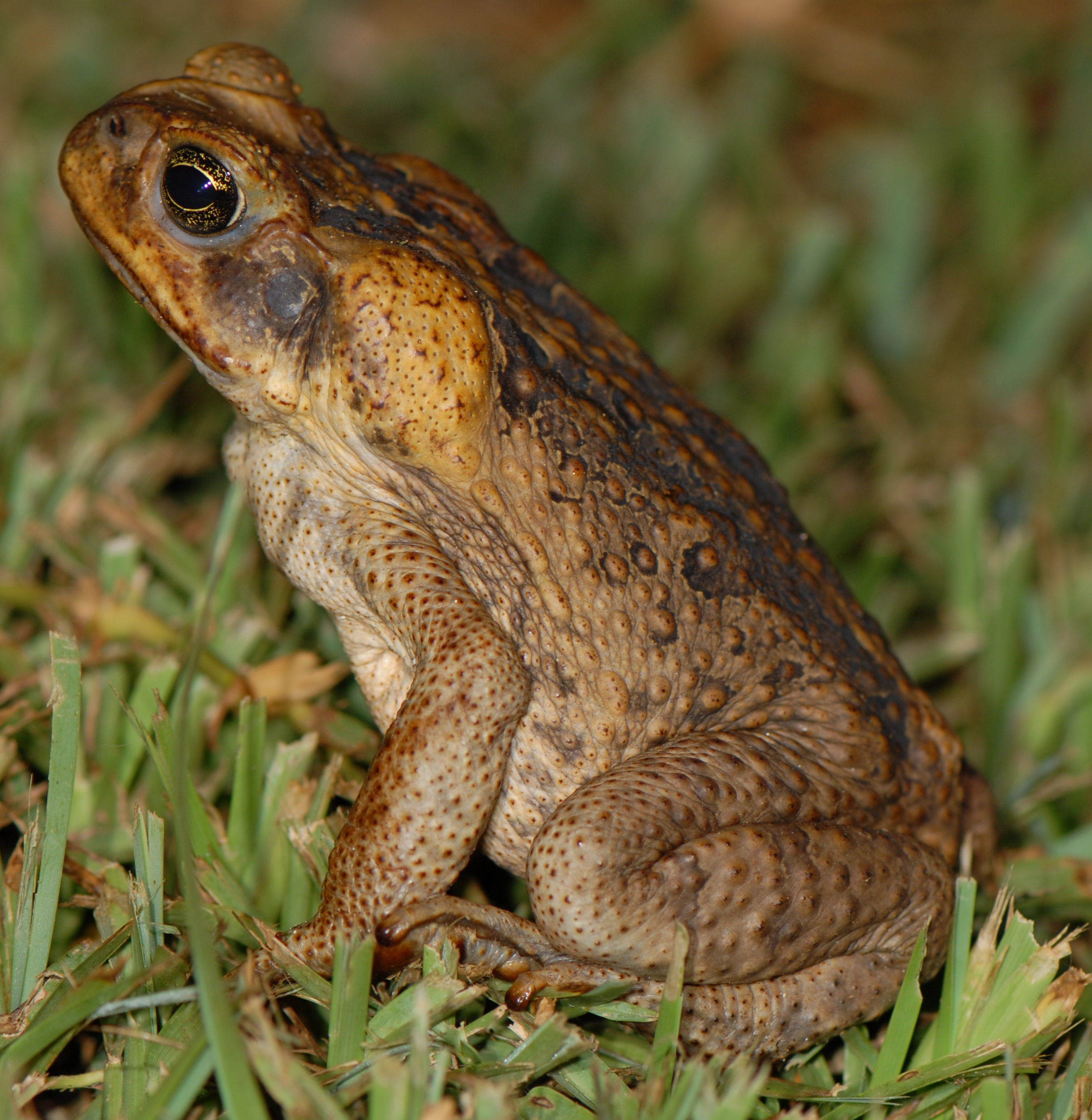
由於缺乏競爭，海蟾蜍在澳大利亞經歷了大規模的人口爆炸。

當一個物種之前沒有參與過演化軍備競賽，那牠可能處於嚴重的劣勢，甚至可能在適應捕食者或競爭對手前就面臨滅絕。這並不奇怪，因為一個物種可能在演化軍備競賽中度過了數百萬年，而另一物種可能從未面臨過這樣的壓力。這在孤立的生態系中特別常見，例如澳大利亞或夏威夷群島。
在澳大利亞，有許多入侵物種，例如海蟾蜍和兔子。由於澳大利亞上的掠食者缺乏對海蟾蜍的蟾毒色胺毒素的適應，使得海蟾蜍在澳大利亞上沒有天敵，快速適應。引入的物種是一些原生物種變得瀕臨危險甚至滅絕的主要原因。